# Urocopia moria
Urocopia moria is een eenoogkreeftjessoort uit de familie van de Urocopiidae. De wetenschappelijke naam van de soort is voor het eerst geldig gepubliceerd in 1945 door Olson.